# Anton Germscheid
Anton Germscheid (* 3. März 1885 in Köln; † 9. November 1971 in Düren) war ein deutscher Kommunalpolitiker und ehrenamtlicher Landrat (CDU).

## Leben und Beruf
Nach dem Schulbesuch und einer Ausbildung zum Diplom-Handelslehrer war er zunächst Schuldirektor, um 1924 eine private kaufmännische Schule zu übernehmen. Bis 1968 leitete er die private kaufmännische Schule, die 1952 staatlich genehmigte Handelsschule wurde. Von 1953 bis 1963 war Anton Germscheid Vorsitzender des CDU-Kreisverbandes Düren.
Germscheid war verheiratet und hatte ein Kind.

## Abgeordneter
Dem Kreistag des Landkreises Düren gehörte er vom 4. November 1948 bis zum 16. Oktober 1964 an.

## Öffentliche Ämter
Vom 11. Mai 1960 bis zum 16. Oktober 1964 war er Landrat des Landkreises Düren.
Germscheid war in verschiedenen Gremien des Landkreistages Nordrhein-Westfalen tätig.

## Sonstiges
Am 21. November 1963 wurde ihm das Bundesverdienstkreuz I. Klasse verliehen. 
Das Gebäude seiner Handelsschule (Ecke Moltkestraße/Marienstraße) wird heute unter der Bezeichnung „Haus Germscheid“ vom Gymnasium am Wirteltor Düren als Nebengebäude für den Unterricht der Sekundarstufe II genutzt.